# Sérignan-du-Comtat
Sérignan-du-Comtat är en kommun i departementet Vaucluse i regionen Provence-Alpes-Côte d'Azur i sydöstra Frankrike. Kommunen ligger i kantonen Orange-Est som tillhör arrondissementet Avignon. År 2022 hade Sérignan-du-Comtat 2 896 invånare.

## Befolkningsutveckling
Antalet invånare i kommunen Sérignan-du-Comtat
| Referens: INSEE |